# Hemanthias
Hemanthias es un género de peces de vistosos colores de la subfamilia Anthiinae. Se encuentran en arrecifes pedregosos a profundidades de entre 20 y 600 m en la zona tropical y subtropical del Pacífico Este y el Atlántico Oeste.
Son rojos, rosas o amarillos y, dependiendo de la especie, alcanzan los 25-50 cm.

## Especies
Según FishBase, se incluyen en el género las siguientes especies:
- Hemanthias aureorubens (Ginsburg, 1952) – Atlántico Oeste
- Hemanthias leptus (Longley, 1935) – Atlántico Oeste
- Hemanthias peruanus (Steindachner, 1875) – Pacífico Este
- Hemanthias signifer (Garman, 1899) – Pacífico Este
- Hemanthias vivanus (Jordan & Swain, 1885) – Atlántico Oeste